# Ngoại giao khẩu trang của Đài Loan
Ngoại giao khẩu trang của Đài Loan đề cập tới việc trao đổi khẩu trang giữa Đài Loan và các quốc gia khác nhằm giúp ứng phó đại dịch COVID-19.

## Bối cảnh

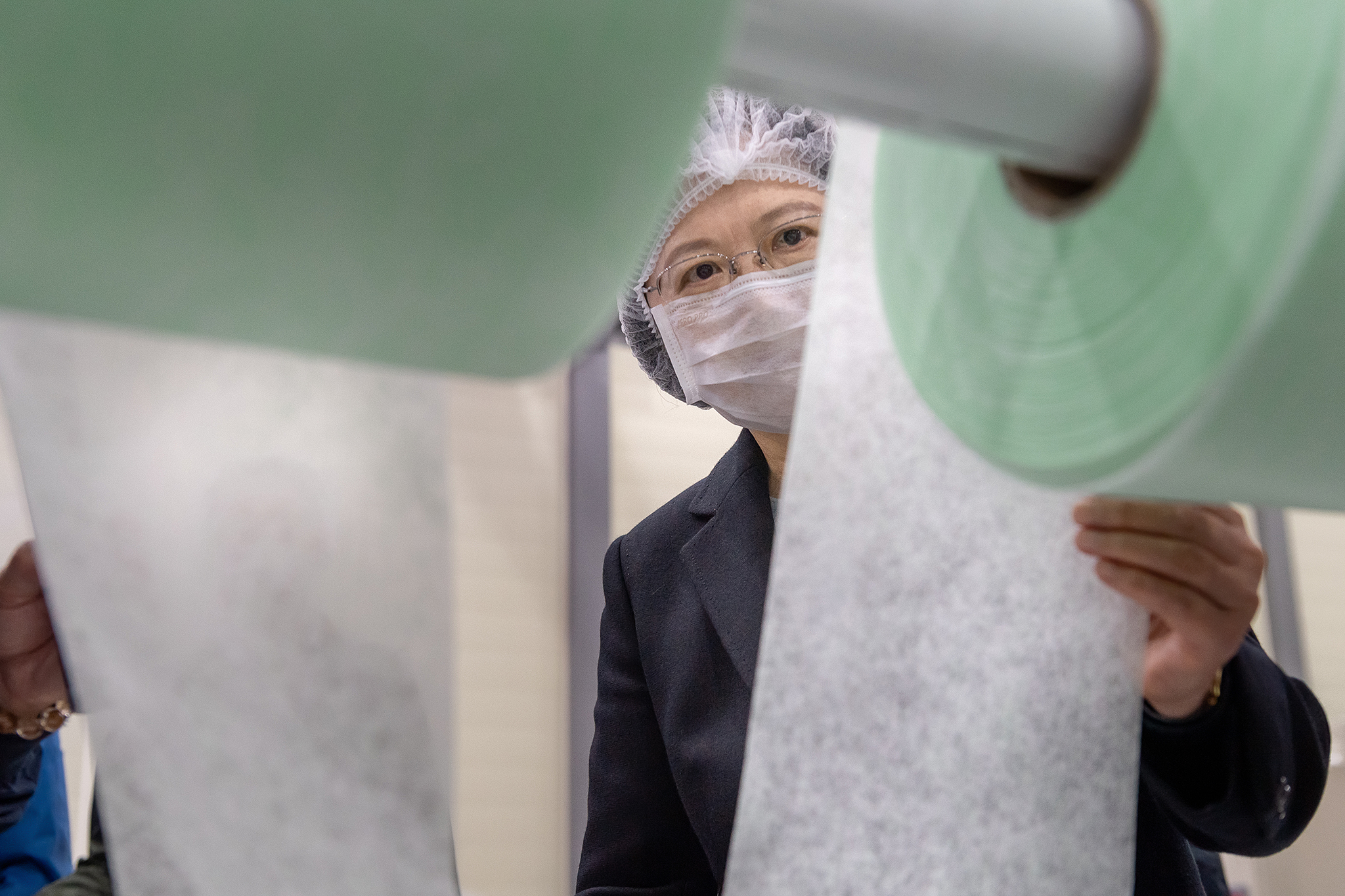
Tổng thống Đài Loan Thái Anh Văn tới thăm một nhà máy sản xuất khẩu trang

Sau khi dịch COVID-19 bùng phát, nhu cầu về khẩu trang trên toàn thế giới tăng vọt. Vào cuối tháng 1 năm 2020, chính phủ Đài Loan thực hiện một loạt các quyết định đối với mặt hàng khẩu trang, trong đó có các hạn chế xuất khẩu, đầu tư và trưng thu đối với các cơ sở sản xuất khẩu trang, với mong muốn đưa Đài Loan trở thành khu vực sản xuất khẩu trang lớn thứ hai thế giới. Cho tới tháng 3 năm 2020, sau khi nâng thành công công suất sản xuất khẩu trang từ mức 1,88 triệu chiếc lên con số 10 triệu, Đài Loan thiết lập một hệ thống phân phối khẩu trang theo định mức trên toàn quốc, đồng thời trở thành thị trường sản xuất khẩu trang lớn thứ hai thế giới, chỉ sau Trung Quốc. Đến giữa tháng 5, năng lực sản xuất khẩu trang của Đài Loan đã tăng lên mức 20 triệu chiếc mỗi ngày.
Nước này cũng đã mở một con tàu bệnh viện tại Thái Bình Dương, cung cấp các loại máy thở và khẩu trang cho các quốc gia không có được những nguồn trợ giúp y tế khác như Palau.
Vào tháng 7 năm 2021, Đài Loan đã quyên tặng 150.000 chiếc khẩu trang cho bang Goiás, Brasil.

## Tài trợ ngoại giao
Vào ngày 1 tháng 4 năm 2020, Tổng thống Đài Loan Thái Anh Văn tuyên bố nước này sẽ tặng 10 triệu chiếc khẩu trang cho các nước đang trải qua tình hình dịch bệnh phức tạp, bao gồm một số nước châu Mỹ, châu Âu và những nước đã thiết lập quan hệ ngoại giao với Đài Loan.
Theo Bộ Ngoại giao Đài Loan, tính đến tháng 7 năm 2021, hơn 54 triệu khẩu trang đã được nước này gửi tặng cho hơn 80 quốc gia kể từ đầu năm 2020.

## Phản ứng

### Phản ứng của EU
Chủ tịch Ủy ban châu Âu Ursula von der Leyen đã gửi một thông điệp trên Twitter cảm ơn những đóng góp của Đài Loan.
|              | Ursula von der Leyen | Twitter |
| @vonderleyen |                      |         |

The European Union thanks Taiwan for its donation of 5.6 million masks to help fight the #coronavirus. We really appreciate this gesture of solidarity. This global virus outbreak requires international solidarity & cooperation. Acts like this show that we are #StrongerTogether.
Liên minh châu Âu cảm ơn Đài Loan đã quyên góp 5,6 triệu khẩu trang nhằm giúp đánh bại virus corona. Chúng tôi rất cảm kích trước hành động đoàn kết này. Dịch bệnh virus toàn cầu này đòi hỏi thế giới cần có sự đoàn kết & hợp tác. Những hành động như thế này cho thấy rằng chúng ta sẽ trở nên mạnh mẽ hơn khi cùng nhau đoàn kết.
Apr 1, 2020